# 宽玉谷精草
宽玉谷精草（学名：Eriocaulon rockianum var. latifolium）为谷精草科谷精草属下的一个变种。

## 扩展阅读
- 維基物種上的相關：宽玉谷精草